# Јапага (Хан Пијесак)
Јапага је насељено мјесто у општини Хан Пијесак, Република Српска, БиХ. Према попису становништва из 2013. у насељу је живјело 205 становника.

## Становништво
| Демографија | Демографија | Демографија |
| Година      | Становника  | Становника  |
| ----------- | ----------- | ----------- |
| 1948.       | 172         |             |
| 1953.       | 181         |             |
| 1961.       | 257         |             |
| 1971.       | 279         |             |
| 1981.       | 196         |             |
| 1991.       | 152         |             |
| 2013.       | 205         |             |